# Theridion familiare
Theridion familiare là một loài nhện trong họ Theridiidae. Chúng được Octavius Pickard-Cambridge miêu tả năm 1871.